# Novafroneta truncata
Novafroneta truncata là một loài nhện trong họ Linyphiidae.
Loài này thuộc chi Novafroneta. Novafroneta truncata được A. David Blest & Cor J. Vink miêu tả năm 2003.